# 2022년 1월 대한민국 민중총궐기
2022년 1월 대한민국 민중총궐기 또는 제9차 민중총궐기는 2022년 1월 15일 벌어진 대한민국의 민중총궐기 시위이다.